# Ain Ben Tili
Ain Ben Tili este o comună din departamentul Bir Moghrein, Regiunea Tiris Zemmour, Mauritania.